# Mechanoreceptor

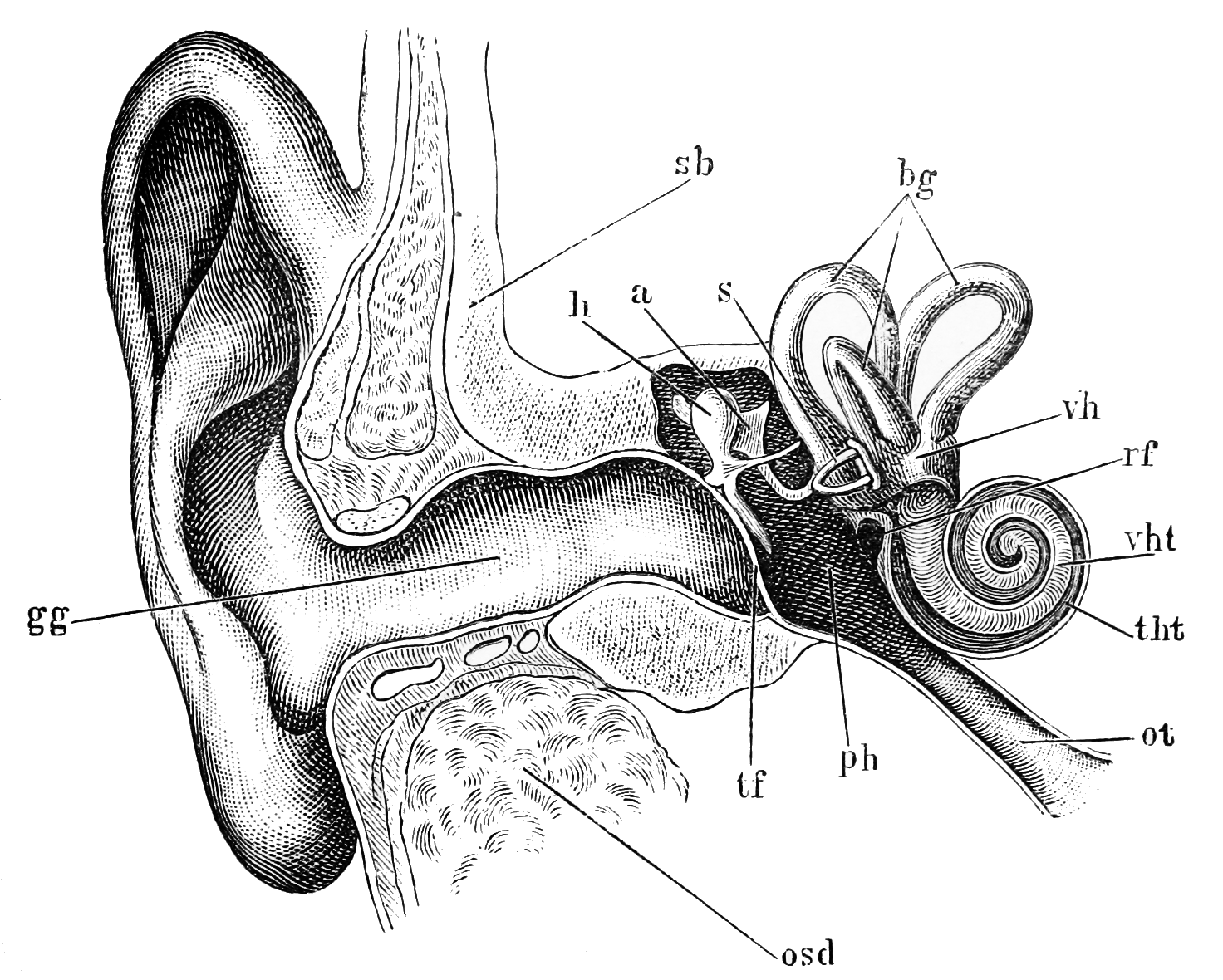
Také ucho patří mezi mechanoreceptory

Mechanoreceptor (dotykový či taktilní receptor) je smyslový receptor, který zaznamenává změny tlaku (dotyk), bolest, napětí a natažení. Mechanoreceptory obecně patří mezi jednodušší smyslové receptory, vznikly z epiteliálních buněk pokožky. Někdy plní funkci mechanoreceptorů samotné nediferencované buňky pokožky (zespodu inervované nervovými zakončeními) – tuto funkci plní dosud i pokožka obratlovců. Mnohdy se však navíc vyvíjí i složitější tělíska specializovaných buněk.
Existuje mnoho druhů mechanoreceptorů. V kůži vnímají dotyk a tlak různá čidla, jako jsou Vater-Paciniho, Meissnerova, Merkelova, Krauseho a Ruffiniho tělíska. Receptory vnímající polohu těla se nazývají statocysty nebo georeceptory (u obratlovců je to blanitý labyrint vnitřního ucha). S nimi souvisí i např. postranní čára vyvinutá u vodních obratlovců včetně larev obojživelníků. Nicméně dále se k mechanoreceptorům řadí i sluchové ústrojí (vnímá změny tlaku vyvolané zvukovými vlnami), což u savců představuje blanitý hlemýžď (respektive Cortiho orgán nacházející se uvnitř). Jinými sluchovými orgány jsou tympanální orgány rovnokřídlých. Napětí a natažení vnímají svalová vřeténka a šlachová tělíska, tedy vlastně proprioreceptory.